# Brigitte Schwaiger
Brigitte Schwaiger (Freistadt, 6 de abril de 1949 - 26 de julio de 2010) fue una escritora austríaca. Su novela Wie kommt das Salz ins Meer? (1977) (¿Por qué el agua del mar es salada?) tuvo una gran repercusión al hablar de la monotonía de vida de casada.

## Biografía

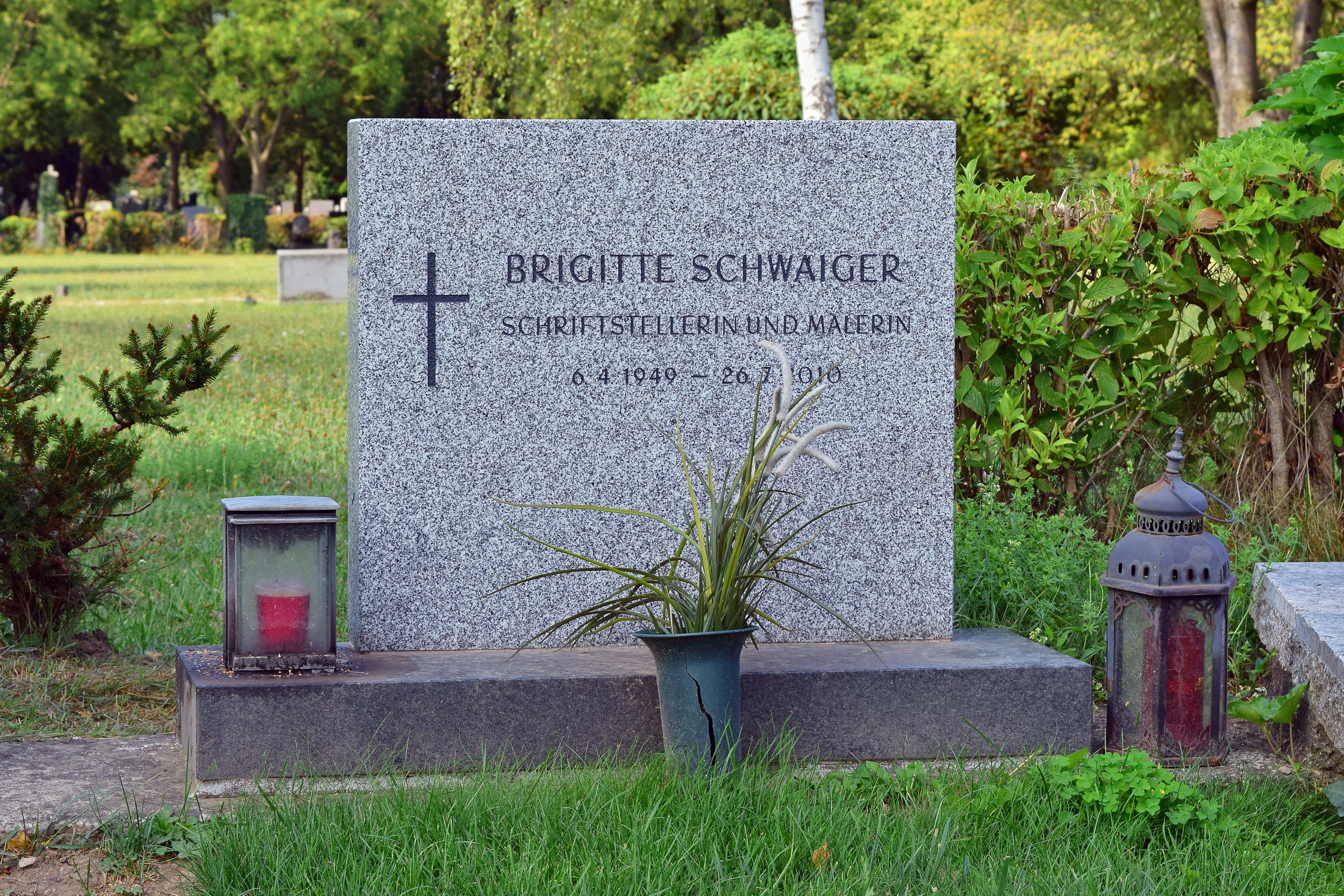
Sepultura de Brigitte Schwaiger en el Cementerio Central de Viena

Schwaiger era hija de un doctor y nieta de Carola Seligmann, una cantante de ópera que murió en el campo de concentración de Theresienstadt. Schwaiger fue a la escuela secundaria en Freistadt hasta 1967 y después empezó los estudios de Psicología y Filología germánica y románica en Viena. En 1968, se casó con un funcionario español y se trasladó con él a Madrid y Mallorca antes de él divorciarse cuatro años después. A principios de la década de 1970 tuvo una aventura con el artista de cabaret Peter Lodynski. En sus memorias, lo acusó de presentar guiones suyos con su nombre. También se dice que la obligó a abortar. Posteriormente, asistió a la Academia Pedagógica en Linz donde actuó a tempo parcial en teatros y trabajó como asistente de producción en ORF (Österreichischer Rundfunk - Austrian  Broadcasting).
En su primera  novela, Wie kommt das Salz ins Meer? (1977) (¿Por qué el agua del mar es salada?) se convirtió en un bestseller sensacional que vendió miles de copias en la comunidad alemana. Una historia en buena medida autobiográfica contando la monotonía de la vida matrimonial diaria y sus intentos infrutuosos de huir de ella. En 1988 fue llevada al cine por Peter Beauvais, protagonizada por Nicolin Kunz y Siemen Rühaak.
A pesar de que sus posteriores trabajos no consiguieron el éxito de su primera novela, Fallen lassen, un relato da su experiencia en psiquiatría, fue aclamado por la crítica.
Brigitte Schwaiger fue encontrada muerte en un ramal del río Danubio en Viena a finales de julio de 2010. Aunque se desconocen las causas, todo apunta a un suicidio. Habitualmente había hablado del suicidio a sus allegados más cercanos como "el camino más corto".

## Premios
- 1984 Premio de cultura da Alta Austria

## Obra
- ¿Por qué el agua del mar es salada? (Wie kommt das Salz ins Meer?, 1977), traducción de Virginia Maza, publicado por editorial Contraseña, Huesca 2020
- Mein spanisches Dorf (1978)
- Lange Abwesenheit (1980)
- Die Galizianerin (1982)
- Der Himmel ist süß – Eine Beichte (1984)
- Mit einem möcht' ich leben (1987) (poemas)
- Liebesversuche (1989)
- Schönes Licht (1990)
- Tränen beleben den Staub (1991)
- Der rote Faden (1992)
- Jaro heißt Frühling (1994)
- Ein langer Urlaub (1997)
- Fallen lassen (2006) (describe su experiencia con la psiquiatría)